# Grote jager
De grote jager (Stercorarius skua) is het grootste lid van de jagers of roofmeeuwen, een subgroep van de Laridae. In het Zuidpoolgebied komt de zuidpooljager, S. maccormicki voor, een nauw verwante soort.

## Kenmerken

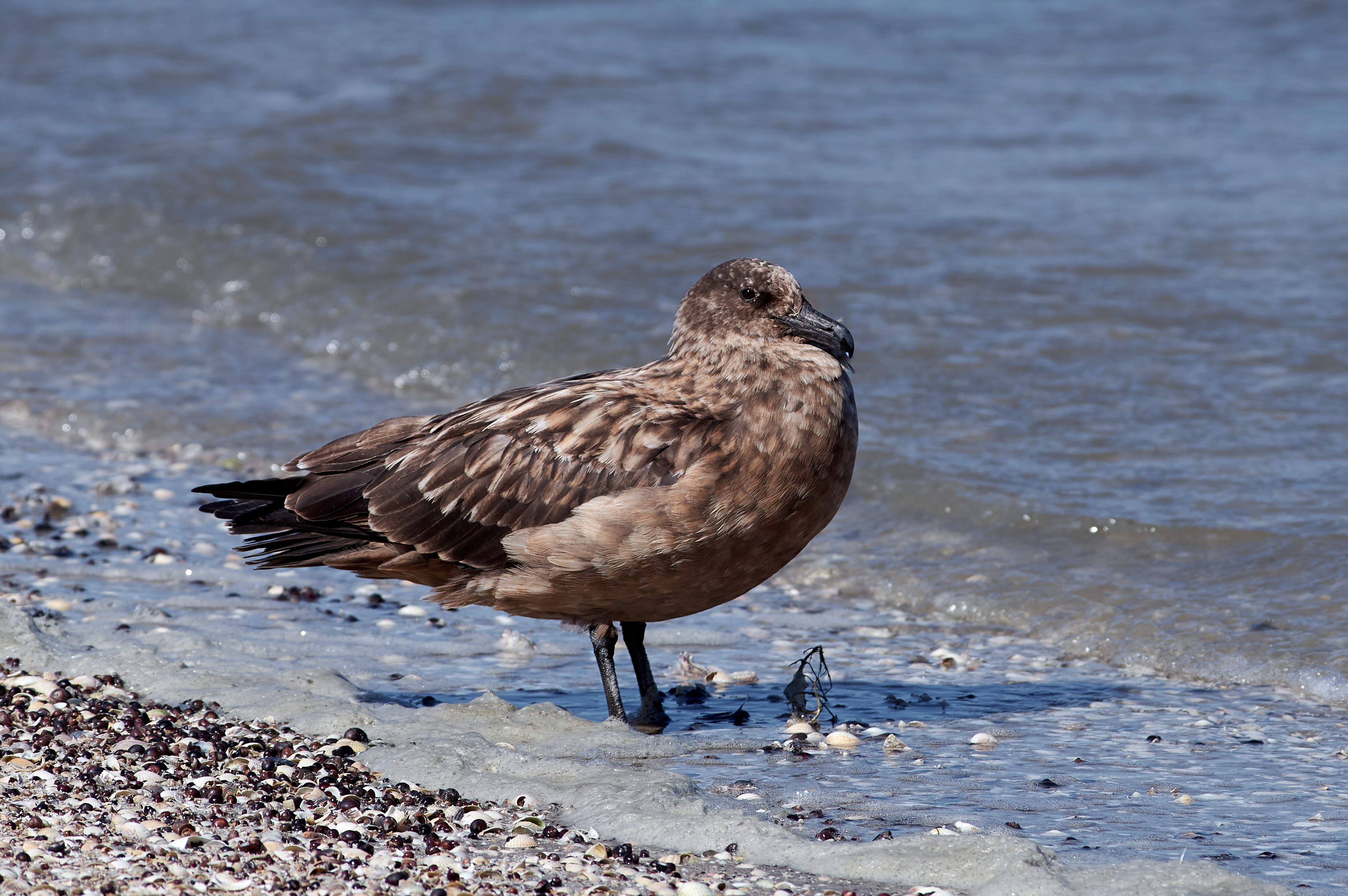
Grote jager op de Hallig Hooge

De vogel, ter grootte van een flinke zilvermeeuw, heeft altijd een variabel donkerbruin verenkleed, aan de onderzijde roodkleurig. Hij heeft een zwarte haaksnavel en zwarte poten.

## Leefwijze
De grote jager is een rover. Hij achtervolgt andere vogels, bijvoorbeeld meeuwen, tot deze hun prooi laten vallen of uitbraken. Soms doodt hij zijn slachtoffers zelfs. 

## Verspreiding en leefgebied
De grote jager broedt op eilanden ten westen van noordelijk Europa, onder andere op IJsland. De grote jager is de talrijkste jagersoort op de Noordzee. De grootste aantallen worden langs de Nederlandse kust gezien tijdens de najaarstrek in augustus-oktober, maar ook in de wintermaanden is de soort wel op de Noordzee aanwezig.

## Status
De grootte van de populatie is in 2015 geschat op 30-35 duizend volwassen vogels. Op de Rode lijst van de IUCN heeft deze soort de status niet bedreigd.